# Stathmostelma
Stathmostelma es un género de plantas fanerógamas de la familia Apocynaceae. Contiene 28 especies descritas. Es originario de África.

## Descripción
Son plantas herbáceas erectas que alcanzan los 10-150 cm de altura, ramificadas a baja densidad, de látex blanco, los órganos subterráneos son fuertes, tubérculos verticales. Los brotes son anuales, glabros o escasamente, puberulosos. Las hojas son sésiles o pecioladas, ligeramente ascendentes;  herbácea de 10-24 cm de largo y 0.2-12 cm de ancho, lineales a ovadas, basalmente redondeadas a truncadas, marginalmente ciliadas o indiferenciadas, adaxialmente glabras o escasamente, pubescentes.
Las inflorescencias son extra-axilares, solitarias, más cortas que las hojas adyacentes o casi tan larga o más largas que las hojas adyacentes, con 3-8 flores, simples.

## Taxonomía
El género fue descrito por Karl Moritz Schumann y publicado en Botanische Jahrbücher für Systematik, Pflanzengeschichte und Pflanzengeographie 17: 129. 1893.

## Distribución y hábitat
Originario de África se encuentra en Angola, Camerún, Etiopía, Kenia, Malaui, Mozambique, República Democrática del Congo, Ruanda, Sudán, Tanzania, Uganda, Zambia, Zimbabue en los inundados pastizales, praderas y bosques de Brachystegias a una altitud de  0-2300 metros.

## Especies aceptadas
A continuación se brinda un listado de las especies del género Stathmostelma aceptadas hasta noviembre de 2014, ordenadas alfabéticamente. Para cada una se indica el nombre binomial seguido del autor, abreviado según las convenciones y usos.
1. Stathmostelma angustatum K.Schum. - Ethiopia
2. Stathmostelma fornicatum (N.E.Br.) Bullock - Malaui
3. Stathmostelma gigantiflorum K. Schum. - Tanzania
4. Stathmostelma incarnatum K.Schum. - Angola, S Zaire
5. Stathmostelma nomadacridum Bullock - Tanzania
6. Stathmostelma pauciflorum K.Schum. - Mozambique
7. Stathmostelma propinquum (N.E.Br.) Schltr. - E África
8. Stathmostelma rhacodes K.Schum. - E África
9. Stathmostelma spectabile (N.E.Br.) Schltr. - E África
10. Stathmostelma welwitschii Britten & Rendle - Angola
11. Stathmostelma wildemanianum T.Durand & H.Durand - C África